# Lauren McCarthy
Lauren Lee McCarthy est une artiste et programmeuse informatique sino-américaine active à Los Angeles. Elle conçoit des œuvres qui utilisent des médias et techniques variés, comme la performance, l'intelligence artificielle et l'interaction programmée sur ordinateur. Elle a créé p5.js, une version open source et basée sur le Web du logiciel Processing.

## Études
Lauren McCarthy a un diplôme de premier cycle en informatique, et un diplôme de premier cycle en art et design à l'Institut de technologie du Massachusetts (MIT). Son travail « Outils pour l'amélioration des interactions sociales » (Tools For Improvement Social Interactions) étudie l'impact de la technologie dans les interactions physiques ; elle fabrique un « Dispositif anti-rêve » (Anti-Daydreaming Device), un « Chapeau de bonheur » (Happiness Hat) et une « Combinaison d'entraînement au contact corpore »l (Body Contact Training Suit) à partir d'un tricot conçu pour être porté. Les appareils possèdent des capteurs pour surveiller l'utilisateur et provoquent des stimuli désagréables si celui-ci ne fait pas ce pour quoi la pièce est conçue. Par exemple, s'il ne fait pas un grand sourire en portant le Chapeau de bonheur, une pointe lui pique la nuque.
Pour sa thèse au MIT, Lauren McCarthy met en avant les similitudes entre les interactions virtuelles et physiques en comparant la culture des salles de sport et la culture des réseaux sociaux. 
Lauren McCarthy obtient son diplôme de deuxième cycle en beaux-arts à luniversité de Californie à Los Angeles (UCLA) en 2011. Elle y est professeure adjointe depuis 2016.

## Carrière

### Installations avec intelligence artificielle
L'artiste crée souvent des œuvres qui humanisent les fonctions des objets intelligents comme Amazon Alexa ou Google Home. Ces projets trouvent leur origine dans l'anxiété sociale de Lauren McCarthy. Faire connaissance, échanger des banalités pour créer des liens entre les gens sont une source de stress pour Lauren McCarthy. Elle déclare qu'elle est jalouse de la place intime que prend Amazon Alexa dans la vie des gens.
En 2017, pour son œuvre Lauren, l'artiste pose des caméras, des micros et des haut-parleurs dans son appartement, puis interagit avec les visiteurs en jouant le rôle d'un assistant intelligent, similaire à Amazon Alexa,,. Les rôles sont inversés dans Someone, où ce sont les visiteurs qui ont accès à la maison de Lauren McCarthy et la surveillent 24 heures sur 24.
Dans son travail collaboratif, Waking Agents, les visiteurs sont invités à s'allonger et à utiliser des oreillers « intelligents » qui conversent, jouent de la musique, leur demandent leur nom, leur racontent des histoires et se comporte comme une instance intelligente supérieure. Les utilisateurs ignorent que les oreillers « intelligents » avec lesquels ils conversent sont en réalité des humains dont la voix est transformée pour ressembler à celle de robots IA.
Lauren McCarthy collabore avec David Leonard, pour IA Suzie. Il s'agit de voir de quelle manière l'intelligence artificielle est utilisée pour créer du bien-être,  et comment l'utilisateur crée une relation avec l'objet. Pour ce projet, les deux artistes se sont comportés comme un appareil domestique intelligent chez Mary Ann, une femme de 80 ans en Caroline du Nord. Pendant une semaine, ils ont surveillé Mary Ann 24 heures sur 24, lui ont parlé, ont contrôlé les lumières et activé les appareils électroménagers.

### Projets de médias sociaux
Lauren McCarthy explore le domaine des réseaux sociaux afin d'entrer en relation avec les autres et de rencontrer de nouvelles personnes à l'aide de la technologie. Lauren McCarthy aurait souhaité qu'il existe un programme capable de parcourir les profils de réseaux sociaux et de se faire automatiquement des amis dans la vraie vie. Elle réalise  manuellement cette tâche, avec Friend Crawl, projet qu'elle diffuse en direct sur Internet. Pendant 10 heures par jour pendant une semaine, Lauren McCarthy consulte plus de 1 000 profils de réseaux sociaux, consacrant environ cinq minutes à chaque profil. De la même manière, elle met en ligne en direct en 2013 Social Turkers. Lauren McCarthy s'interroge sur les changements qui surviendraient dans une interaction sociale si un tiers impartial intervenait en donnant des instructions utiles. Pour y parvenir, Lauren McCarthy fait appel à des collaborateurs du réseau professionnel Amazon Turk pour commenter des rendez-vous du site de rencontres d'OkCupid ; elle les enregistre et les diffuse en direct. L'artiste a en fait rencontré son mari grâce à ce projet, alors qu'un jour il regardait l'une des diffusions en direct. Sur le site web que Lauren McCarthy crée pour l'occasion, elle dispose de 16 blogs publics allant du 4 au 30 janvier . Ces journaux incluent ses réflexions personnelles sur le déroulement des rendez-vous ainsi que les retranscriptions qui lui arrivent des collaborateurs d'Amazon Turk.
Lauren McCarthy participe à la création de Social Soul, une grande installation pour l'association TED Conférence avec Delta Air Lines et MKG. Lauren McCarthy et son partenaire Kyle McDonald œuvrent à rendre vivantes les pages Twitter des participants et les animateurs de TED. Pour ce faire, ils diffusent les profils des réseaux sociaux dans un environnement immersif à 360 degrés, où le spectateur est entouré de moniteurs, de miroirs et de sons, tous liés au flux particulier d'une personne. Les algorithmes personnalisés du projet font correspondre le spectateur avec d'autres participants en lui montrant le fil des étrangers. Une fois que le spectateur a quitte la simulation, il reçoit un tweet le connectant à la personne avec laquelle l'algorithme l'a mis en relation, et l'incite à échanger en face à face avec la personne .
Dans Follower, une œuvre de 2016, une application permet aux visiteurs de demander à une personne de les suivre dans New York pendant une journée entière, sans connaître l'identité du suiveur,. Lauren McCarthy travaille de nouveau avec Kyle McDonald dans l'œuvre How We Act Together, qui encourage les téléspectateurs à suivre les consignes générées par ordinateur pour interagir avec le personnage vidéo en hochant la tête, en criant, en saluant ou en établissant un contact visuel avec la projection,.

## Reconnaissance
En septembre 2021, Lauren McCarthy fait partie des « 40 de moins de 40 ans ».